# Limerick megye
Limerick (írül: Contae Luimnigh) megye az Ír-sziget délnyugat-középnyugati részén, Írországban, Munster tartományban.
Északi szomszédja Clare megye, a déli Cork megye, a nyugati Kerry megye és a keleti Tipperary megye.
Nevét Limerick városról kapta, amely a megye közigazgatási központja. Limericken kívül a legfontosabb – és egyben a legnagyobb – város Newscastle West a megyében. A megye területe 2686 km² (valamivel nagyobb, mint a második legkisebb magyar vármegye, Nógrád). Lakossága Limerick várossal együtt 183 863, nélküle 131 303 (2006-os adatok).
A Shannon folyó keresztülhalad Limerick városon és a megye északi részében ömlik az Atlanti-óceánba. A város után kezdődik a Shannon torkolat. Mivel a torkolat sekély, Limerick kikötője kilométerekkel a város alatt van, Foynesnál.
A megye városai többnyire a Limericket Tralee-vel összekötő N21-es és N69-es, illetve a Limerick és Cork közti N20-as utak mentén helyezkednek el.

## Települések
Zárójelben a település ír neve:
- Croagh (croch)
- Limerick (An Luimneach)
- Abbeyfeale (Mainistir na Féile)
- Adare (Áth Dara)
- Ardpatrick
- Askeaton (Eas Géitine)
- Athea (Áth an tSléibhe)
- Athlacca (An tÁth Leacach)
- Ballingarry (Baile An Ghearraí)
- Broadford (Baile An Athaí)
- Bruff (An Brú)
- Cappamore, (An Cheapach Mhór)

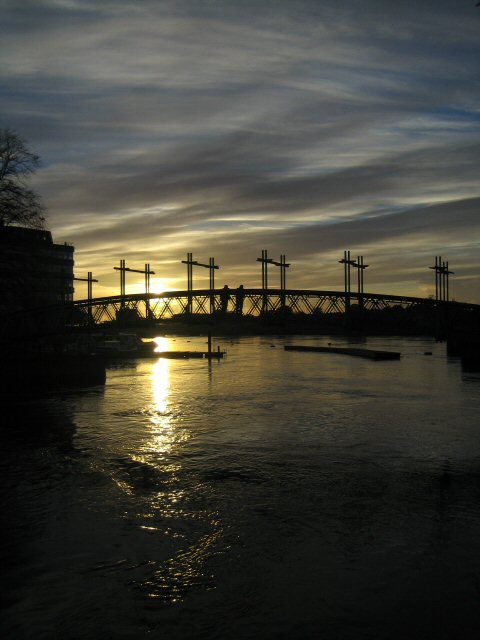
Sylvester O'Halloran híd, Limerick város

- Castleconnell (Caisleán Uí Chonaill)
- Croom (Cromadh)
- Dromcolliher (Drom Collachair)
- Foynes (Faing)
- Garryspillane (Garraí Uí Spealáin)
- Hospital (An tOspidéal)
- Kilmallock (Cill Mocheallóg)
- Kilteely-Dromkeen (Cill Tíle – Drom Caoin)
- Milford (Ath A'Mhuilinn)
- Mountcollins (Chnoc Uí Chóileáin)
- Newcastlewest (An Caisleán Nua Thiar)
- Oola (Na Uibhle)
- Patrickswell (Tobar Phádraig)
- Pallasgreen (Pailís Ghréine)
- Rathkeale (Ráth Caola)
- Tuarnafola